# Edmund Pennington
Edmund J. Pennington (geboren am 16. September 1848 in Peru, LaSalle County, Illinois, gestorben am 1. Mai 1926 in Minneapolis, Minnesota) war ein amerikanischer Eisenbahnmanager. Er war Präsident und Chairman der Minneapolis, St. Paul and Sault Ste. Marie Railway (Soo Line).

## Leben
Sein Vater Edmund stammte aus Chester (England) und war 1824 nach Nordamerika ausgewandert. Seine Mutter Sarah Jackson stammte aus Schottland. 1849 starb seine Mutter. 1852 zog die Familie nach St. Paul und 1854 nach St. Anthony. Später lebte die Familie in Iowa.
Ab 1869 arbeitete Edmund Pennington für die Chicago, Milwaukee and St. Paul Railroad, zunächst als Lagerarbeiter. Bis er 1886 die Bahngesellschaft verließ, hatte er sich zum Assistant Superintendant hochgearbeitet. In diesem Jahr wechselte er zur Minneapolis, St. Paul and Sault Ste. Marie Railway, wo er Superintendant für die Minnesota Division wurde. 1898 wurde er General Superintendant und ein Jahr später General Manager. 1901 wurde er 2. Vizepräsident und 1905 erster Vizepräsident der Bahngesellschaft.
Nach dem Tod von Präsident Thomas Lowry im März 1909 wurde er dessen Nachfolger. Diese Position hatte er bis zum 16. Mai 1922 inne. In seine Amtszeit fällt der Bau des Unternehmenssitzes First National Bank-Soo Line Building in Minneapolis 1915 sowie die staatliche Verwaltung der Bahngesellschaft durch die staatliche United States Railroad Administration von 1917 bis 1920. Nach seiner Zeit als Präsident war er als Chairman of the Board weiterhin in leitender Position in der Bahngesellschaft tätig. Während seiner Zeit bei der Soo Line war er auch Präsident der ebenfalls unter Kontrolle der Canadian Pacific Railway stehenden Duluth, South Shore and Atlantic Railroad, Mineral Range Railway und Spokane International Railway.
Außerdem war er Präsident der Western Express of Minnesota und Direktor der First National Bank of Minnesota und der Twin City Rapid Transit Company.
Edmund Pennigton war in erster Ehe mit Carrie L. Jackson (gestorben am 24. Mai 1905) verheiratet. Aus der Ehe stammen die Söhne Walter Scott Pennington und Sidney Lloyd Pennington. Im Juli 1906 heiratete er Ella Sturgis Lawler (1859–1925), die Tochter von Samuel Davis Sturgis und Witwe des 1896 verstorbenen Präsidenten der First National Bank of Mitchell. Er wurde dadurch Stiefvater für einen Sohn (Samuel Sturgis Lawler, geboren 1892) und drei Töchter (Eleanor Jerusha Lawler, geboren 1887; Catherine Lawler, geboren 1889; Nina Pennington, geboren 1893).
Der Pennington County (Minnesota) wurde nach ihm benannt, da er zum Zeitpunkt der Bildung des Countys 1910 Präsident der Minneapolis, St. Paul and Sault Ste. Marie Railway war.
Nach längerer Krankheit verstarb er am 1. Mai 1926 in seinem Haus in Minneapolis. Sein Vermögen betrug mehr als 100.000 US-Dollar. Während seiner Beerdigung ruhte für fünf Minuten der Verkehr auf der Soo Line.